# 張穎茵
張穎茵（1972年5月5日—），香港新聞工作者，前無綫新聞助理採訪主任、香港電台主持，現職新城電台主持。
張穎茵曾就讀於沙田官立中學，1996年畢業於香港中文大學新聞與傳播學院後加入無綫新聞實習，其後留任當港聞組記者。2000年開始出任主播，曾主持香港早晨。2001年轉職有線新聞，2003年5月再轉職亞視新聞任高級記者兼24小時亞視新聞台主播，曾主持六點鐘新聞、夜間新聞。2007年10月重返無綫新聞獲晉升為助理採訪主任，全面於幕後發展。
2012年1月轉職香港電台任主持，2014年3月轉職新城電台。